# Église Notre-Dame de Villedieu-les-Poêles
Pour les articles homonymes, voir Église Notre-Dame.
L'église Notre-Dame de Villedieu-les-Poêles est un édifice catholique de style gothique, érigé à partir du XIIIe siècle, et entièrement reconstruit au XVe siècle, qui se dresse sur le territoire de l'ancienne commune française de Villedieu-les-Poêles-Rouffigny, dans le département de la Manche, en région Normandie.
L'église est classée aux monuments historiques.

## Localisation
L'église Notre-Dame est située au centre-ville de Villedieu-les-Poêles, commune déléguée de la commune nouvelle de Villedieu-les-Poêles-Rouffigny, dans le département français de la Manche.

## Historique
L'église de Villedieu-les-Poêles avait pour patron les frères hospitaliers de Saint-Jean-de-Jérusalem.
La construction de l'église dédiée à Notre Dame débute au XIIIe siècle, elle fut reconstruite après la guerre de Cent Ans à la fin du XVe siècle. En 1495, un procès-verbal de visite signale que l'église « toute mise par terre par le temps des guerres, à présent se refait de neuf, tant par le commandeur, frère Jehan Routier, que par les paroissiens ».
Le 17 août 1562, elle fut pillée par plusieurs gentilshommes protestants. En 1590, les protestants s’emparèrent de Villedieu mais les catholiques réussirent à contraindre les protestants à se réfugier dans l’église où ils furent massacrés.
Un incendie en 1632, détruisit l'édifice, seul le chœur fut épargné. La reconstruction commença au XVIIe siècle, la façade fut, quant à elle, reconstruite au XVIIIe siècle.
Au XIXe siècle, des travaux importants, notamment sur les collatéraux, furent entrepris.

## Description

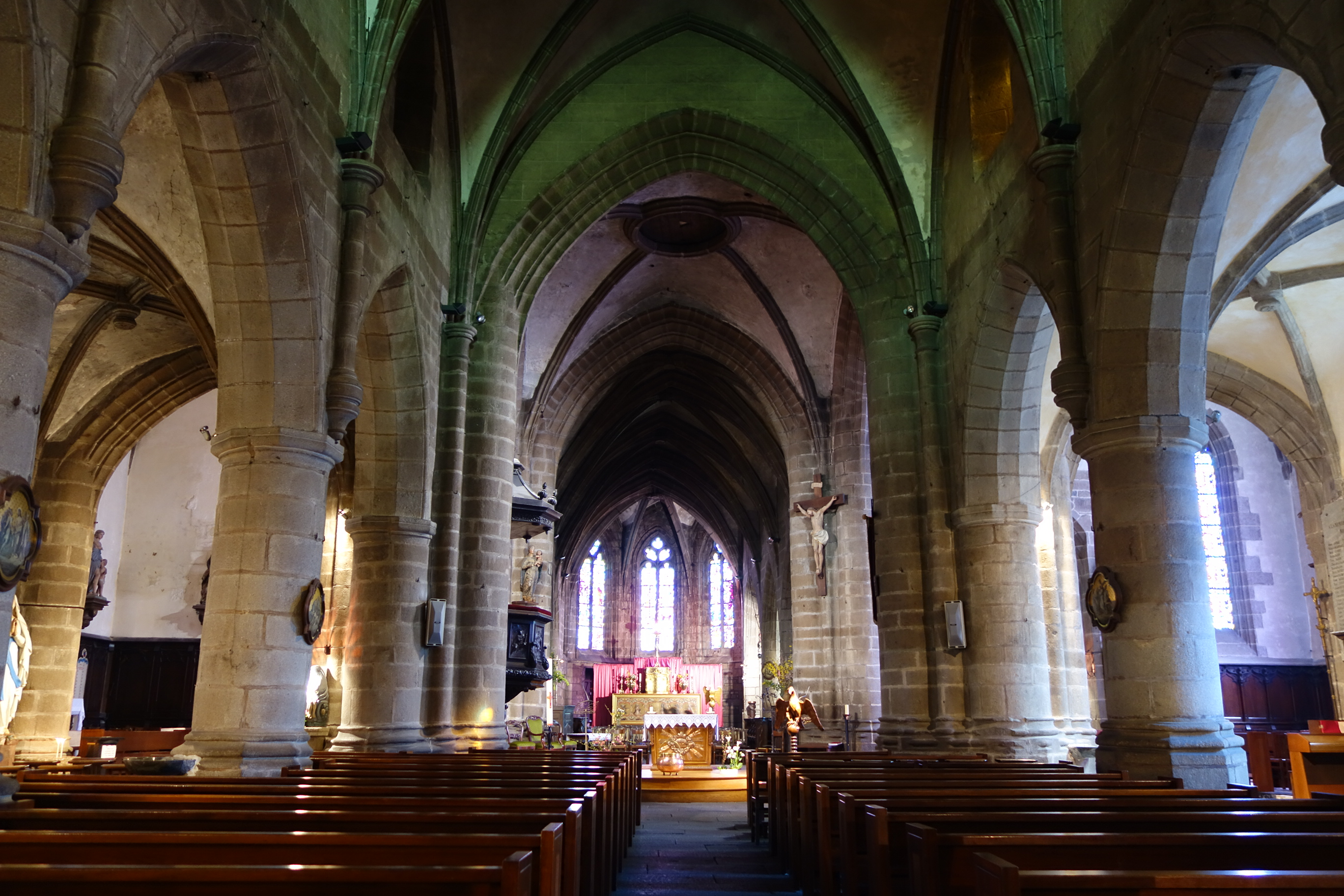
Nef de l'église.

L'église orientée, construite en granite, adopte un plan cruciforme et collatéraux à chevet polygonal.
Les parties les plus anciennes de l'église, le chœur et le transept date des années 1466-1490. La nef du XVIIe siècle et le clocher coiffé d'un dôme, sont construits en style gothique flamboyant.
La tour carrée datée de la fin du XVe siècle avec un couronnement postérieur, a ses quatre faces occupées par trois baies ogivales, dont les deux latérales sont aveugles, toutes surmontées par des fleurons et dotées d'un meneau cruciforme. La partie sommitale de la tour qui se termine par une balustrade ajourée, voit ses angles adoucis par une colonne.

## Protection
L'église est classée au titre des monuments historiques par arrêté du 27 décembre 1979.

## Mobilier
L'église abrite des œuvres, notamment des statues, classées au titre objet aux monuments historiques. Plusieurs de ses statues proviennent des anciennes églises de Saint-Pierre-du-Tronchet et de Sainte-Trinité de Saultchevreuil-du-Tronchet.
Parmi ces objets on peut citer : l'Éducation de Marie en 1944, sainte Vénice en 1954, Vierge à l'Enfant de Saint-Pierre-du-Tronchet en 1956, chaire et tabernacle en 1958, Céneric de Saultchevreuil en 1959, stalles du chœur et d'autres statues, en 1966.

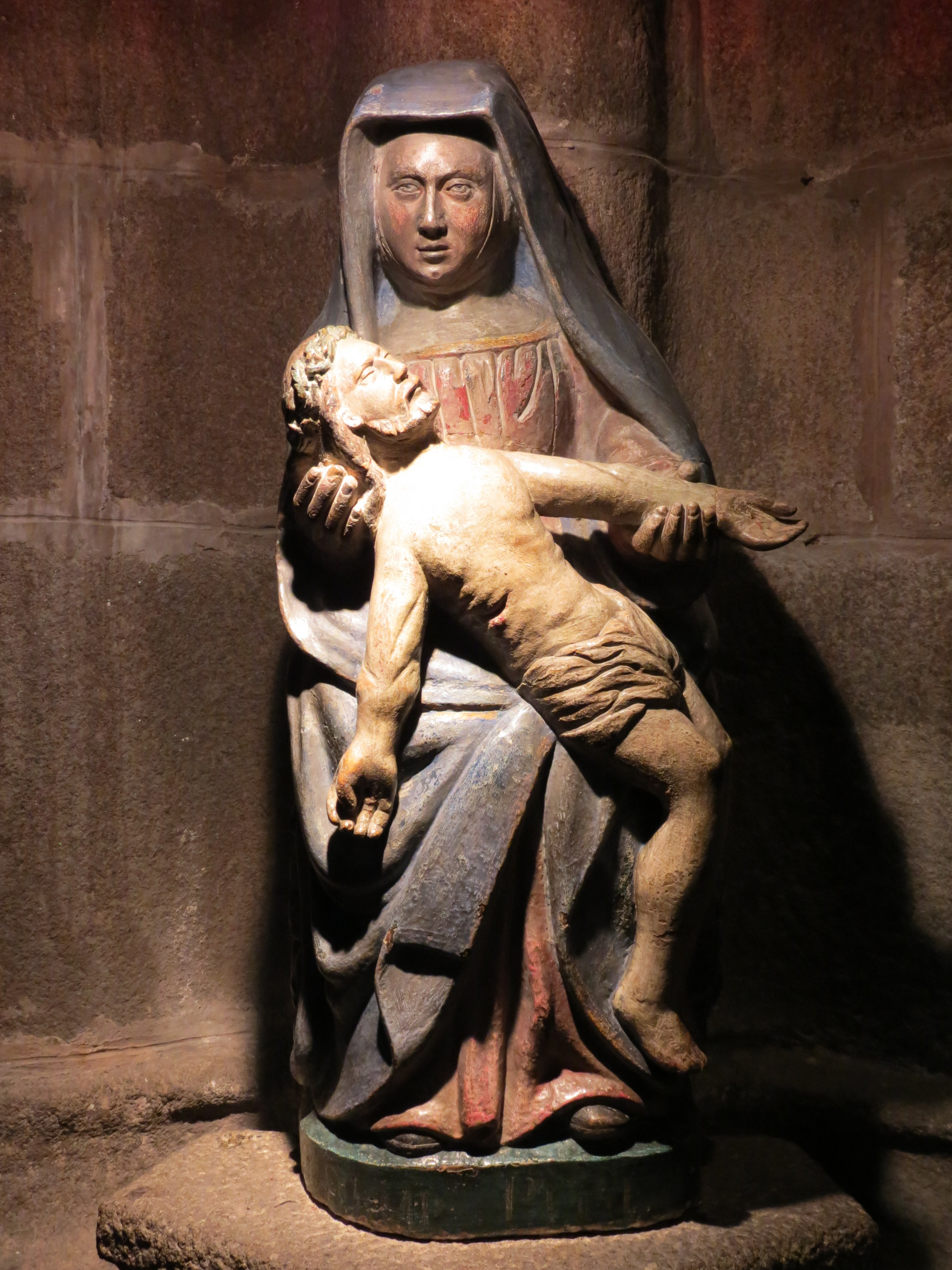
Vierge de Pitié.
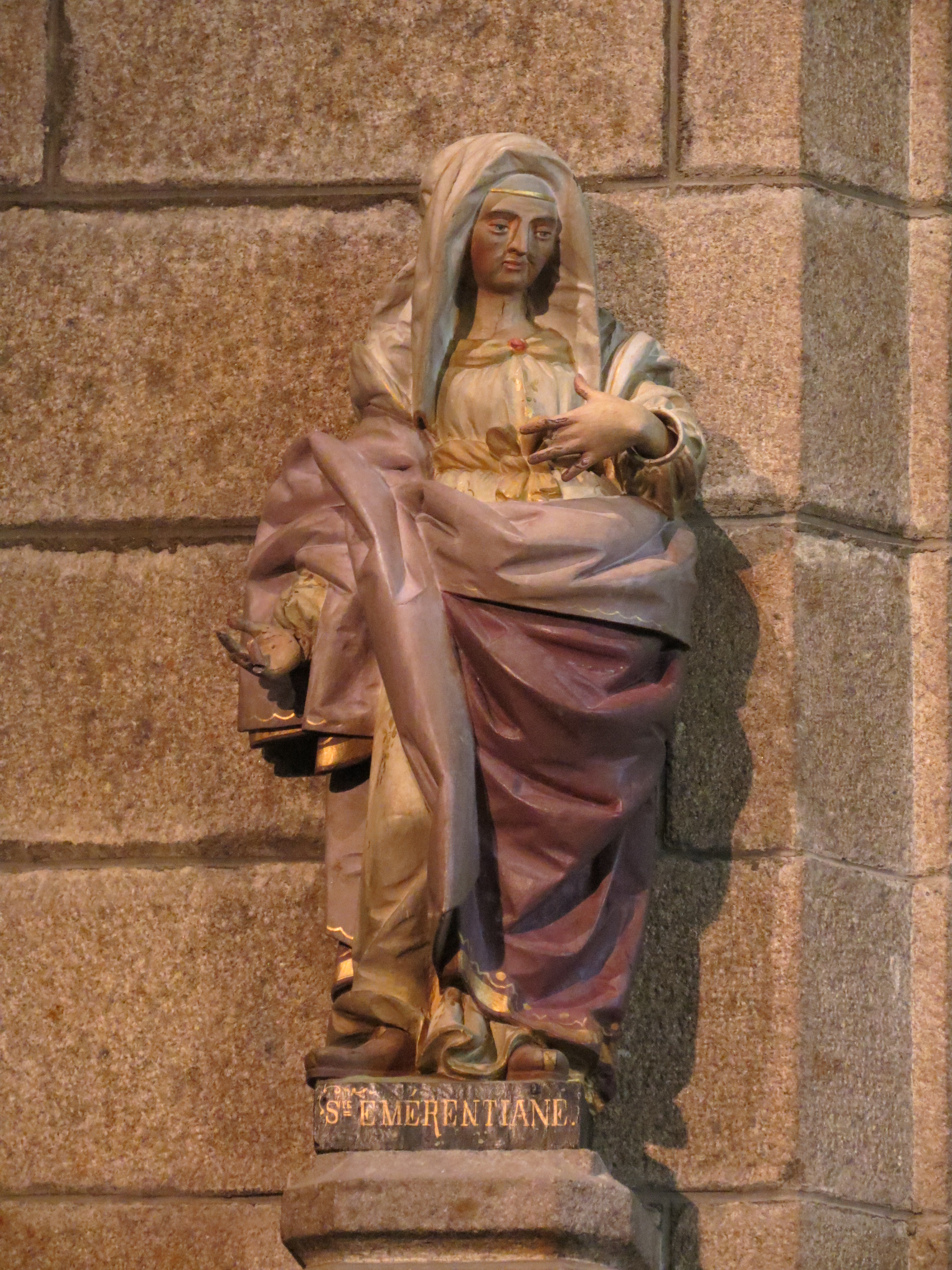
Sainte Émérentiane.
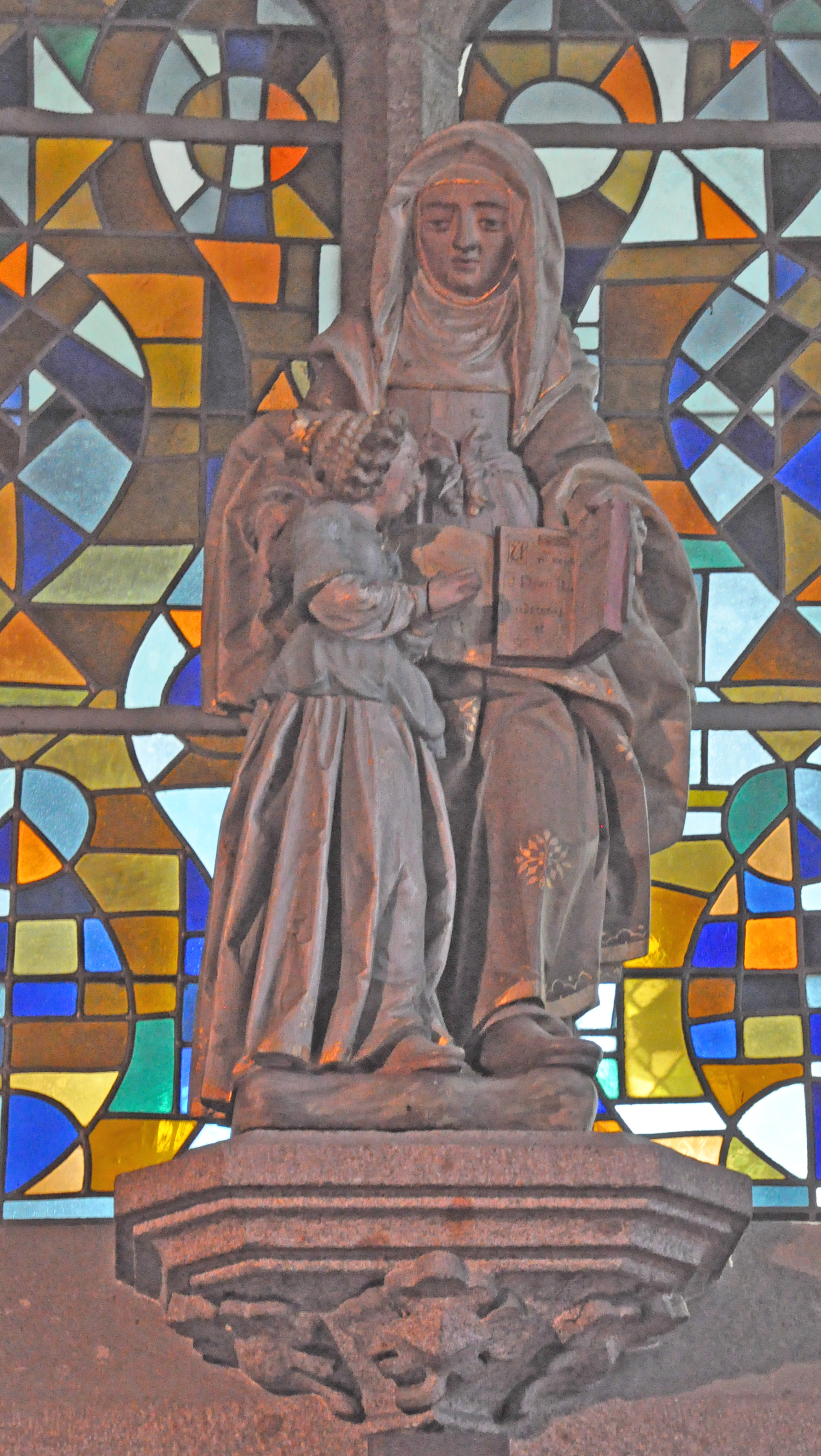
Sainte Anne et la Vierge.
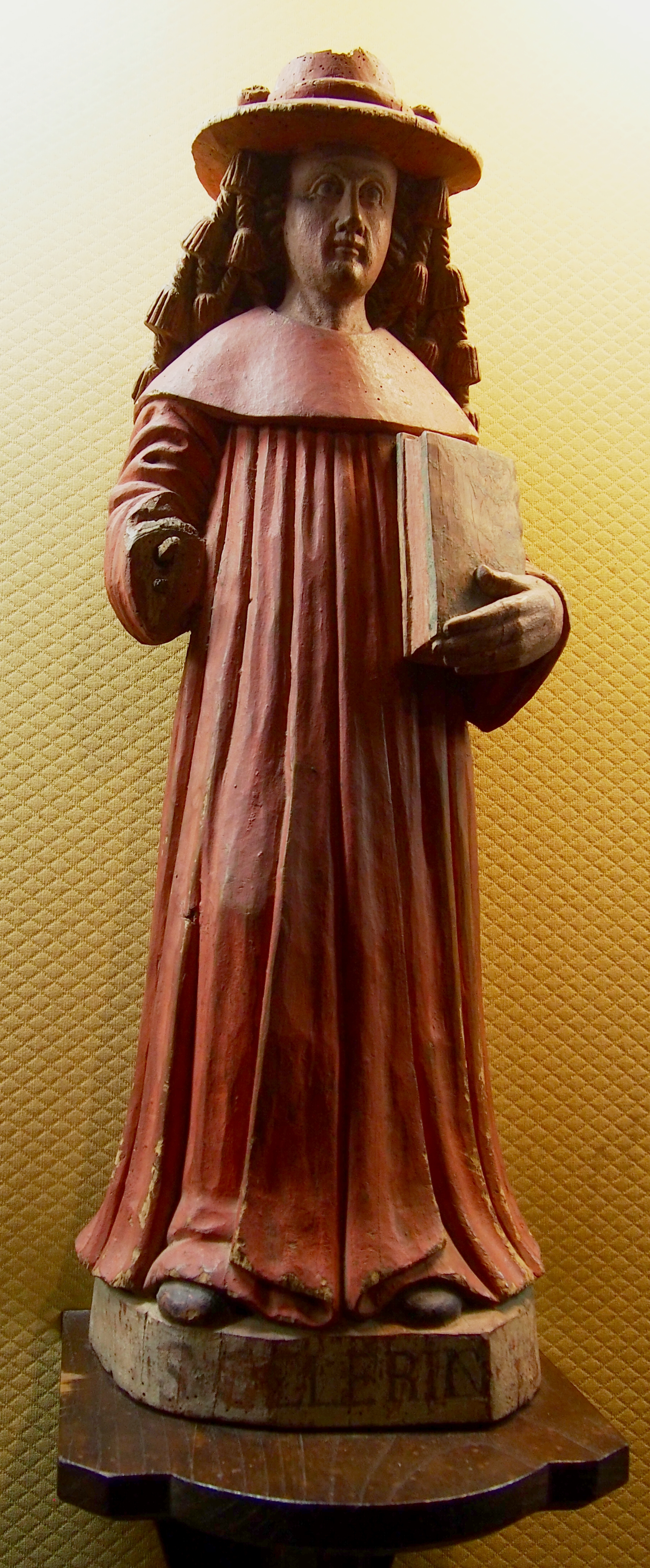
Saint Célerin (ou saint Céneri).
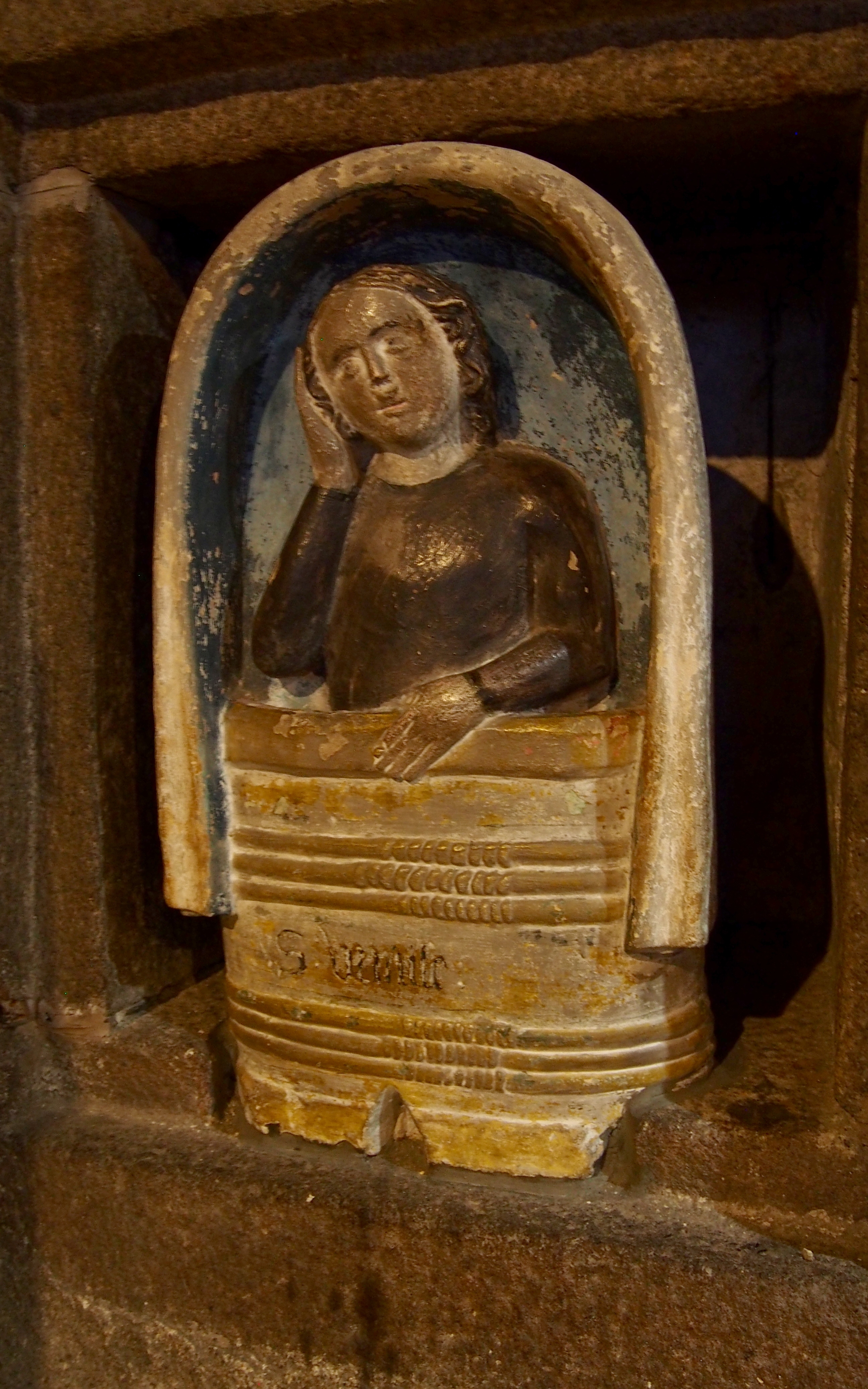
Sainte Venice.
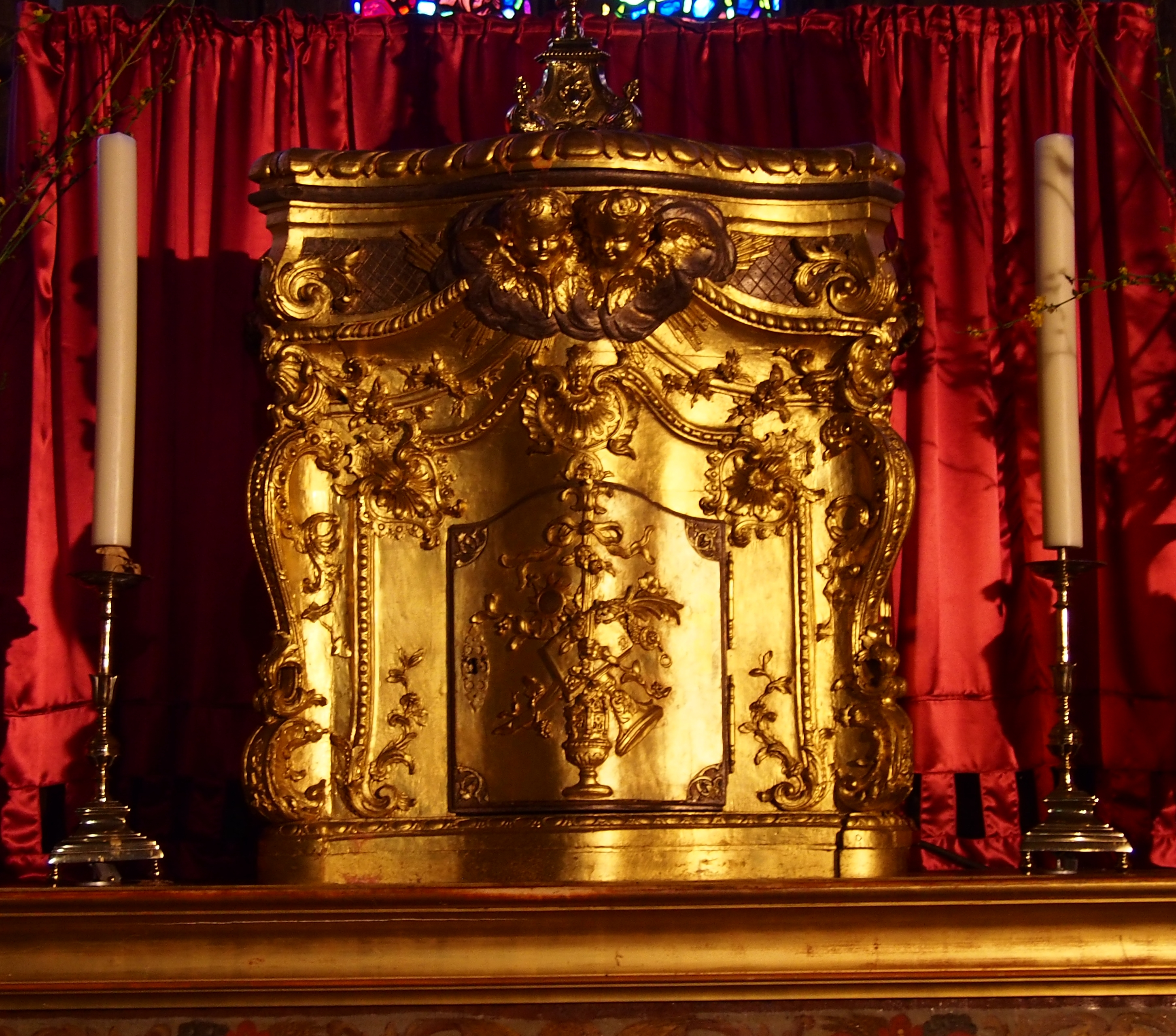
Tabernacle.
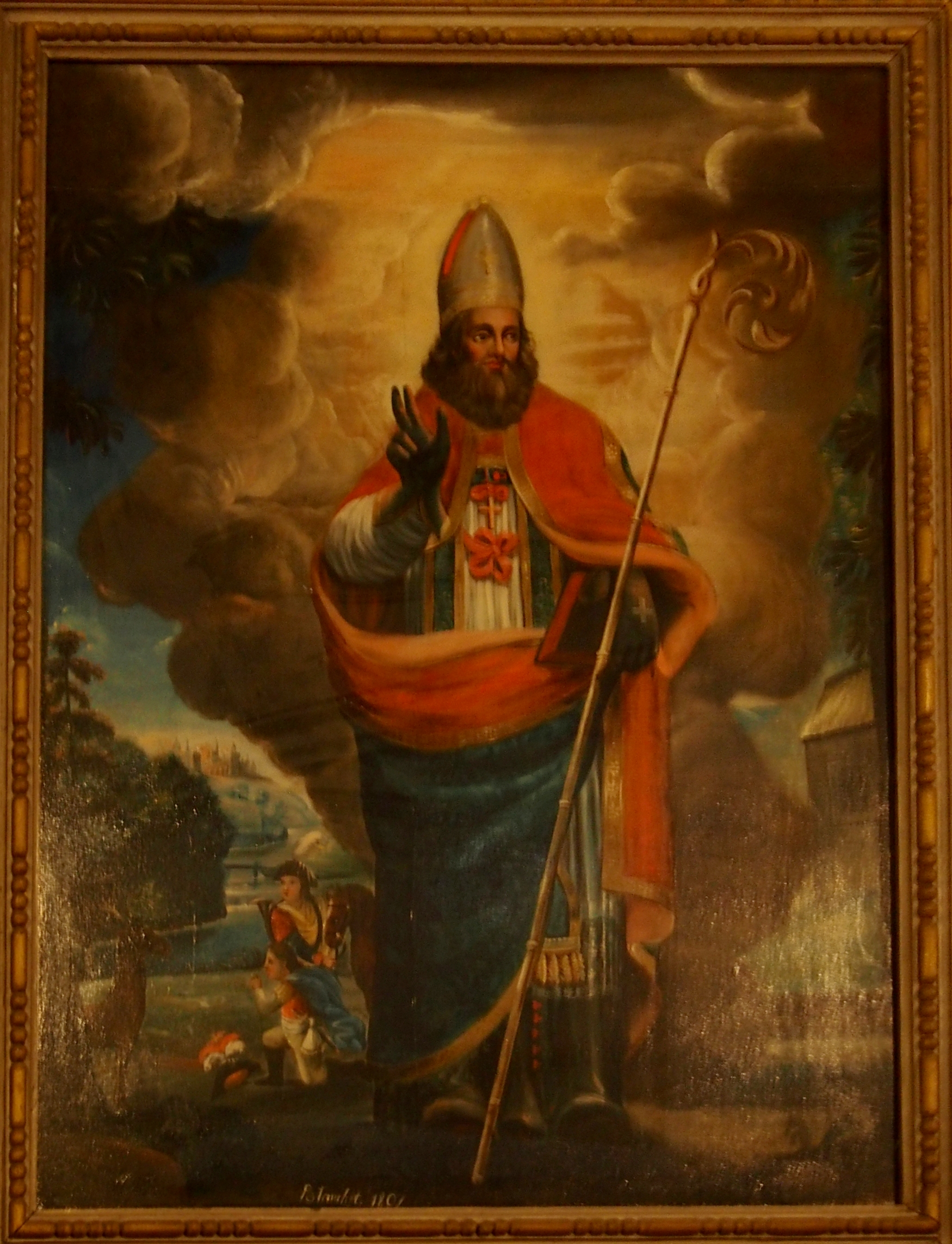
Tableau Saint Hubert évêque et le cerf.

### Les orgues

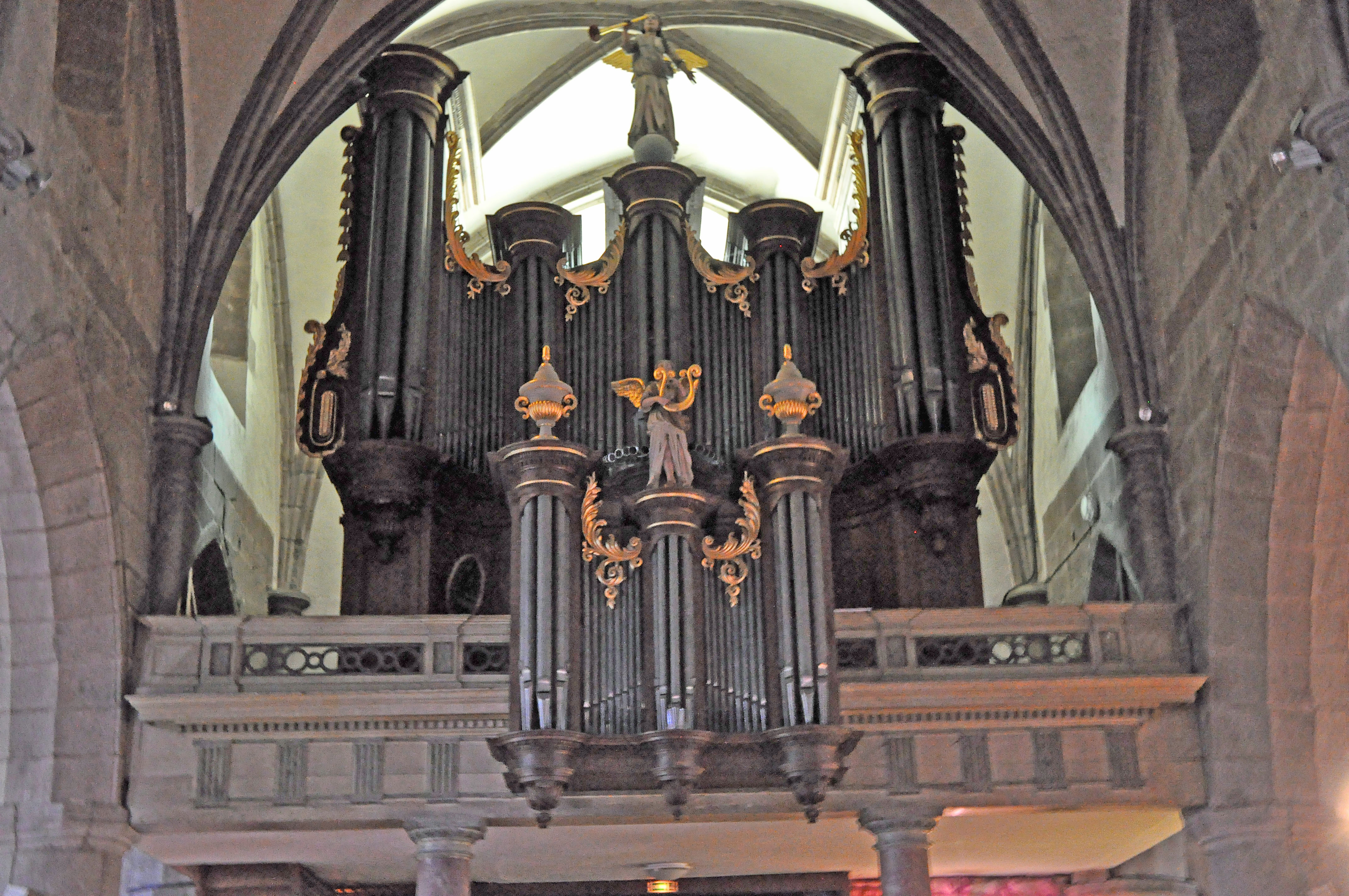
Buffet d'orgue.

Le buffet d'orgue de tribune à deux corps, surmonté d'anges musiciens et de pots à feu, est signé du menuisier Jean-François Le Héricé. Datant de 1830, il est classé au titre objet aux monuments historiques.
La partie instrumentale, œuvre du facteur Guérin (1831) a été entièrement restaurée et complétée par les facteurs Jean-Loup Boisseau et Bertrand Cattiaux en 1987.
L'orgue de Villedieu-les-Poêles est un orgue classique français à trois claviers et pédalier de trente jeux.
Au début du XXIe siècle, le facteur Jean-Loup Boisseau compléta l'orgue par l'ajout d'un jeu de nasard, de tierce, de grosse tierce et d'un bourdon de seize pieds au clavier de grand-orgue ainsi que d'un hautbois et d'une trompette en chamade au clavier de récit.